# Basugaon
Basugaon là một thị xã và là nơi đặt ủy ban khu vực thị xã (town area committee) của quận Kokrajhar thuộc bang Assam, Ấn Độ.

## Địa lý
Basugaon có vị trí 26°28′B 90°24′Đ / 26,47°B 90,4°Đ Nó có độ cao trung bình là 47 mét (154 foot).

## Nhân khẩu
Theo điều tra dân số năm 2001 của Ấn Độ, Basugaon có dân số 12.441 người. Phái nam chiếm 52% tổng số dân và phái nữ chiếm 48%. Basugaon có tỷ lệ 73% biết đọc biết viết, cao hơn tỷ lệ trung bình toàn quốc là 59,5%: tỷ lệ cho phái nam là 80%, và tỷ lệ cho phái nữ là 66%. Tại Basugaon, 11% dân số nhỏ hơn 6 tuổi.